# Natalja Neprjajeva
Natalja Michailovna Neprjajeva (ryska: Наталья Михайловна Непряева), född 6 september 1995 i Tver, är en rysk längdskidåkare som debuterade i världscupen den 1 mars 2014 i Lahtis i Finland. Hennes första pallplats i världscupen kom när hon blev tvåa på 10 km klassisk stil den 4 mars 2018 i Lahtis i Finland. Hon vann sin första världscupseger i 10 km fristil den 30 december 2018 i Toblach, Italien.
Vid olympiska vinterspelen 2018 ingick Neprjajeva i det ryska lag (tävlandes som OAR) som vann brons på 4 x 5 km.

## Resultat

### Världscupen

#### Individuella pallplatser
Neprjajeva har 24 individuella pallplatser i världscupen: 6 segrar, 11 andraplatser och 7 tredjeplatser.
| Säsong  | Datum            | Plats                | Disciplin                   | Placering |
| ------- | ---------------- | -------------------- | --------------------------- | --------- |
| 2017/18 | 4 mars 2018      | Lahtis               | 10 km individuell start (K) | 2:a       |
| 2018/19 | 30 december 2018 | Toblach              | 10 km individuell start (F) | 1:a       |
| 2018/19 | 2 januari 2019   | Oberstdorf           | 10 km individuell start (K) | 2:a       |
| 2018/19 | 3 januari 2019   | Oberstdorf           | 10 km jaktstart (F)         | 2:a       |
| 2018/19 | 5 januari 2019   | Val di Fiemme        | 10 km masstart (K)          | 2:a       |
| 2018/19 | 6 januari 2019   | Tour de Ski          | Slutresultat                | 2:a       |
| 2018/19 | 19 januari 2019  | Otepää               | Sprint (K)                  | 2:a       |
| 2018/19 | 20 januari 2019  | Otepää               | 10 km individuell start (K) | 3:a       |
| 2018/19 | 17 februari 2019 | Cogne                | 10 km individuell start (K) | 3:a       |
| 2018/19 | 10 mars 2019     | Oslo                 | 30 km masstart (K)          | 2:a       |
| 2018/19 | 12 mars 2019     | Drammen              | Sprint (K)                  | 3:a       |
| 2019/20 | 30 november 2019 | Ruka                 | 10 km individuell start (K) | 3:a       |
| 2019/20 | 29 december 2019 | Lenzerheide          | Sprint (F)                  | 3:a       |
| 2019/20 | 5 januari 2020   | Tour de Ski          | Slutresultat                | 2:a       |
| 2019/20 | 18 januari 2020  | Nové Město na Moravě | 10 km individuell start (F) | 2:a       |
| 2019/20 | 19 januari 2020  | Nové Město na Moravě | 10 km jaktstart (K)         | 2:a       |
| 2019/20 | 26 januari 2020  | Oberstdorf           | Sprint (K)                  | 1:a       |
| 2019/20 | 8 februari 2020  | Falun                | Sprint (K)                  | 2:a       |
| 2020/21 | 12 december 2020 | Davos                | Sprint (F)                  | 3:a       |
| 2020/21 | 8 januari 2021   | Val di Fiemme        | 10 km masstart (K)          | 1:a       |
| 2021/22 | 29 december 2021 | Lenzerheide          | 10 km individuell start (K) | 3:a       |
| 2021/22 | 1 januari 2022   | Oberstdorf           | Sprint (K)                  | 1:a       |
| 2021/22 | 3 januari 2022   | Val di Fiemme        | 10 km masstart (K)          | 1:a       |
| 2021/22 | 3 januari 2022   | Tour de Ski          | Slutresultat                | 1:a       |

#### Ställning i världscupen
| Säsong  | Discipliner | Discipliner | Discipliner | Discipliner | Discipliner | Discipliner | Tourer      | Tourer      | Tourer    | Tourer |
| Säsong  | Totalt      | Totalt      | Distans     | Distans     | Sprint      | Sprint      | Nord. öppn. | Tour de Ski | VC- avsl. |        |
| Säsong  | Poäng       | Plac.       | Poäng       | Plac.       | Poäng       | Plac.       | Nord. öppn. | Tour de Ski | VC- avsl. |        |
| ------- | ----------- | ----------- | ----------- | ----------- | ----------- | ----------- | ----------- | ----------- | --------- | ------ |
| 2013/14 | 0           | –           | 0           | –           | 0           | –           | –           | –           | –         |        |
| 2014/15 | 0           | –           | 0           | –           | 0           | –           | –           | –           | i.u.      |        |
| 2015/16 | 31          | 68:e        | 13          | 61:a        | 10          | 56:e        | 45:e        | –           | 29:e      |        |
| 2016/17 | 29          | 78:e        | 11          | 75:e        | 18          | 58:e        | 37:e        | –           | –         |        |
| 2017/18 | 614         | 13:e        | 294         | 13:e        | 160         | 14:e        | 8:e         | 11:e        | DNF       |        |
| 2018/19 | 1431        | 2:a         | 692         | 3:e         | 311         | 5:e         | 8:e         | 2:a         | 12:e      |        |
| 2019/20 | 1356        | 3:e         | 652         | 4:e         | 358         | 4:e         | 18:e        | 2:a         | i.u.      |        |
| 2020/21 | 733         | 6:e         | 323         | 10:e        | 214         | 6:e         | 10:e        | 7:e         | i.u.      |        |
| 2021/22 |             |             |             |             |             |             | i.u.        | 1:a         |           |        |

### Olympiska spel
| Tävling          | 10 km | Skiathlon | 30 km | Sprint | Stafett | Lagsprint |
| ---------------- | ----- | --------- | ----- | ------ | ------- | --------- |
| Pyeongchang 2018 | —     | 8:e       | 24:e  | 4:e    | Brons   | 9:e       |
| Peking 2022      | 4:e   | Silver    | —     | 14:e   | Guld    | Brons     |

### Världsmästerskap
| Tävling         | 10 km | Skiathlon | 30 km | Sprint | Stafett | Lagsprint |
| --------------- | ----- | --------- | ----- | ------ | ------- | --------- |
| Seefeld 2019    | 7     | Brons     | —     | 9:e    | Brons   | 4:e       |
| Oberstdorf 2021 | 12:e  | 16:e      |       | 22:a   | Silver  | 4:e       |